# یواس‌ان‌اس رد کلود (تی-ای‌کی‌آر-۳۱۳)
یواس‌ان‌اس رد کلود (تی-ای‌کی‌آر-۳۱۳) (به انگلیسی: USNS Red Cloud (T-AKR-313)) یک کشتی است که طول آن 950 Ft می‌باشد. این کشتی در سال ۱۹۹۹ ساخته شد.